# Lot 47
Lot 47 est un canton dans le comté de Kings, Île-du-Prince-Édouard, Canada. Il fait partie de la Paroisse East.

## Population
- 586 (recensement de 2001)[1]
- 519 (recensement de 2006)[1]
- 496 (recensement de 2011)[2]

## Communautés
Non-incorporé :
- Bothwell
- Campbells Cove
- East Point
- Elmira
- Fairfield
- Kingsboro
- Lakeville
- North Lake
- South Lake